# محرك ايروسبايك
محرك ايروسبايك هو نوع من المحركات الصاروخية التي تحافظ على كفاءتها الديناميكية الهوائية عبر نطاق واسع من الارتفاعات. إنه ينتمي إلى فئة محركات الفوهة التي تعوض الارتفاع. تم اقتراح محركات إيروسبايك للعديد من تصميمات المركبات المدارية أحادية المرحلة (SSTO). لقد كانوا منافسين للمحرك الرئيسي لمكوك الفضاء أر إس 25. ومع ذلك، اعتبارًا من عام 2023، لم يكن هناك مثل هذا المحرك في الإنتاج التجاري، على الرغم من أن بعض الطائرات واسعة النطاق كانت في مراحل الاختبار.

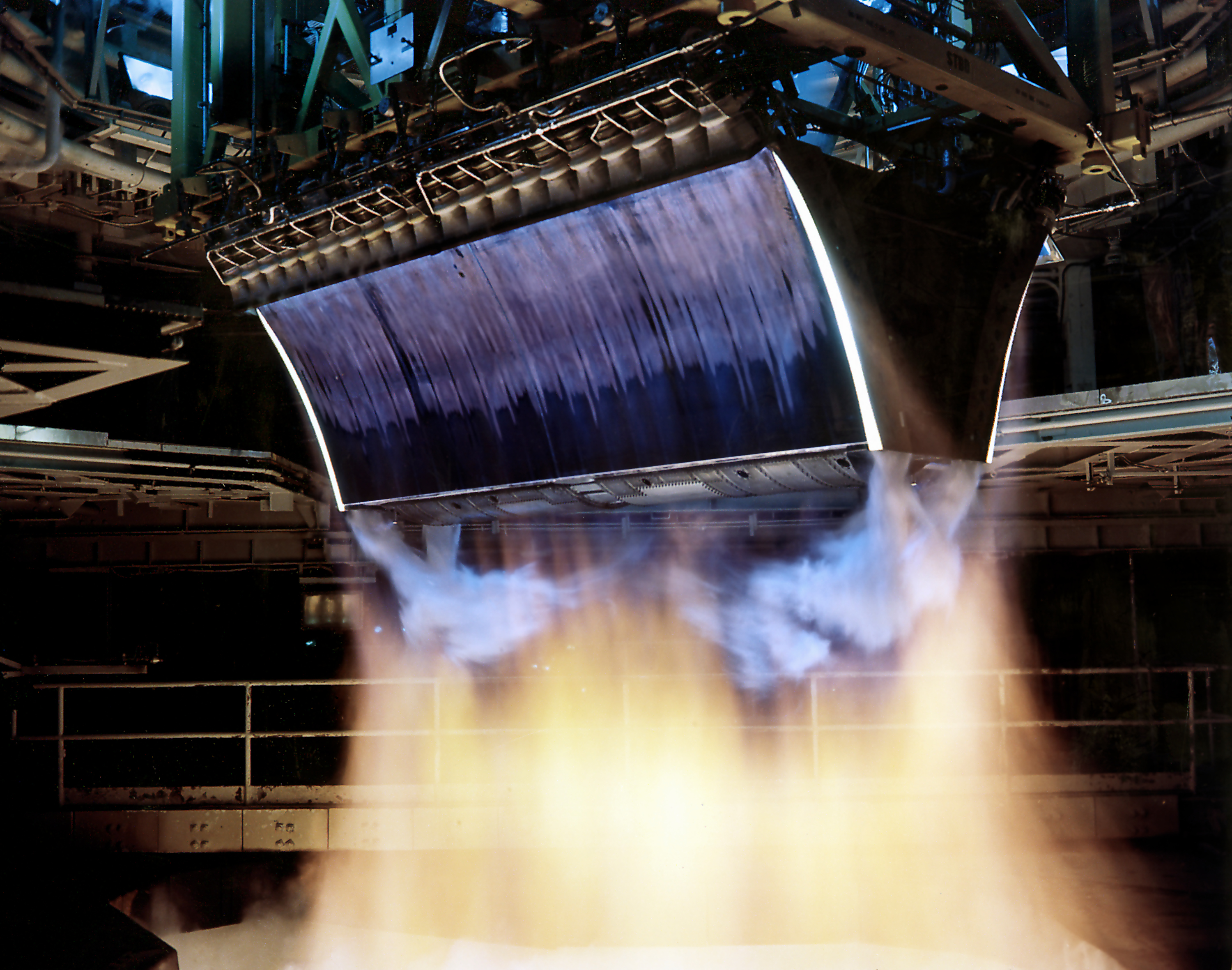
محرك الطيران الخطي (XRS-2200) لبرنامج(X-33) الذي يتم اختباره في مركز ستينيس الفضائي.

تم استخدام مصطلح ايروسبايك في الأصل للإشارة إلى فوهة التوصيل مقطوعة ذات مخروط خشن وبعض حقن الغاز، مما يشكل "ارتفاعًا هوائيًا" للمساعدة في تعويض غياب ذيل السدادة. ومع ذلك، يمكن أيضًا تسمية فوهة السدادة كاملة الطول باسم إيروسبايك.

## مبادئ
الغرض من أي جرس محرك هو توجيه عادم محرك الصاروخ في اتجاه واحد، مما يولد قوة دفع في الاتجاه المعاكس. العادم، وهو عبارة عن مزيج من الغازات ذات درجة حرارة عالية، له توزيع عشوائي للزخم بشكل فعال (أي يدفع العادم في أي اتجاه يريده). إذا سمح للعادم بالخروج بهذا الشكل، فإن جزءًا صغيرًا فقط من التدفق سوف يتحرك في الاتجاه الصحيح، وبالتالي يساهم في الدفع للأمام. يقوم الجرس بإعادة توجيه العادم المتحرك في الاتجاه الخاطئ بحيث يولد قوة دفع في الاتجاه الصحيح. يضفي ضغط الهواء المحيط أيضًا ضغطًا بسيطًا على العادم، مما يساعد على إبقائه يتحرك في الاتجاه "الصحيح" عند خروجه من المحرك. ومع تحرك السيارة للأعلى عبر الغلاف الجوي، ينخفض ضغط الهواء المحيط. يؤدي هذا إلى بدء عادم توليد الدفع في التوسع خارج حافة الجرس. وبما أن هذا العادم يبدأ بالتحرك في الاتجاه "الخاطئ" (أي إلى الخارج من عمود العادم الرئيسي)، فإن كفاءة المحرك تنخفض مع تحرك الصاروخ لأن هذا العادم المتسرب لم يعد يساهم في دفع المحرك. يسعى محرك صاروخي هوائي إلى التخلص من هذا الفقد في الكفاءة.

مقارنة بين تصميم صاروخ فوهة الجرس (يسار) وصاروخ إيروسبايك (يمين).

بدلاً من إطلاق العادم من ثقب صغير في منتصف الجرس، يتجنب محرك الطائرات هذا التوزيع العشوائي عن طريق إطلاقه على طول الحافة الخارجية لبروز إسفيني الشكل، "السنبلة"، الذي يؤدي نفس وظيفة المحرك التقليدي. جرس المحرك. يشكل الارتفاع جانبًا واحدًا من الجرس "الافتراضي"، بينما يتم تشكيل الجانب الآخر بواسطة الهواء الخارجي.
الفكرة وراء تصميم إيروسبايك هي أنه على ارتفاعات منخفضة، يضغط الضغط المحيط العادم على الارتفاع. يمكن أن تؤدي إعادة تدوير العادم في المنطقة الأساسية للارتفاع إلى رفع الضغط في تلك المنطقة إلى الضغط المحيط تقريبًا. نظرًا لأن الضغط أمام السيارة محيط، فهذا يعني أن العادم عند قاعدة السنبلة يتوازن تقريبًا مع السحب الذي تتعرض له السيارة. إنها لا تعطي دفعًا إجماليًا، لكن هذا الجزء من الفوهة أيضًا لا يفقد الدفع عن طريق تكوين فراغ جزئي. يمكن تجاهل الدفع في الجزء الأساسي من الفوهة على ارتفاع منخفض.
عندما تصعد السيارة إلى ارتفاعات أعلى، يقل ضغط الهواء الذي يحمل العادم على المسمار، وكذلك يقل السحب أمام السيارة. تحافظ منطقة إعادة التدوير الموجودة عند قاعدة المسمار على الضغط في تلك المنطقة إلى جزء من 1 بار، أعلى من الفراغ القريب الموجود أمام السيارة، مما يعطي دفعًا إضافيًا مع زيادة الارتفاع. يتصرف هذا بشكل فعال مثل "معوض الارتفاع" حيث يتم تعويض حجم الجرس تلقائيًا مع انخفاض ضغط الهواء.
يبدو أن عيوب الأيروسبيك هي الوزن الزائد للارتفاع. علاوة على ذلك، يمكن للمساحة المبردة الأكبر أن تقلل الأداء إلى ما دون المستويات النظرية عن طريق تقليل الضغط على الفوهة. تعمل المسامير الهوائية بشكل سيئ نسبيًا بين 1-3 ماخ، حيث يؤدي تدفق الهواء حول السيارة إلى تقليل الضغط، وبالتالي تقليل الدفع.

## إختلافات
توجد عدة إصدارات من التصميم، تختلف حسب أشكالها. في الهوائي الحلقي، يكون السنبلة على شكل وعاء مع خروج العادم في حلقة حول الحافة الخارجية. من الناحية النظرية، يتطلب هذا ارتفاعًا لا نهائيًا لتحقيق أفضل كفاءة، ولكن عن طريق نفخ كمية صغيرة من الغاز من مركز ارتفاع مقطوع أقصر (مثل نزيف القاعدة في قذيفة مدفعية)، يمكن تحقيق شيء مماثل.
في الهواء الخطي، يتكون الارتفاع من لوحة مدببة على شكل إسفين، مع خروج العادم على كلا الجانبين عند الطرف "السميك". يتمتع هذا التصميم بميزة كونه قابلاً للتكديس، مما يسمح بوضع عدة محركات أصغر في صف واحد لإنشاء محرك واحد أكبر مع زيادة أداء التوجيه باستخدام التحكم الفردي في خنق المحرك.

## أداء
أجرت روكيتادين سلسلة طويلة من الاختبارات في الستينيات على تصميمات مختلفة. اعتمدت النماذج اللاحقة من هذه المحركات على آلات المحرك جي-2 الموثوقة للغاية وقدمت نفس النوع من مستويات الدفع مثل المحركات التقليدية التي كانت تعتمد عليها؛ 200000 رطل (890 كيلو نيوتن ) في J-2T-200k و250000 lbf (1.1 مليون نيوتن) في J-2T-250k (يشير حرف T إلى غرفة الاحتراق الحلقية). وبعد ثلاثين عامًا، تم إحياء عملهم لاستخدامه في مشروع X-33 التابع لناسا. في هذه الحالة، تم استخدام آلية المحرك J-2S التي تمت ترقيتها قليلاً مع ارتفاع خطي، مما أدى إلى إنشاء (XRS-2200). بعد المزيد من التطوير والاختبارات الكبيرة، تم إلغاء هذا المشروع عندما تعطلت خزانات الوقود المركبة للطائرة X-33 بشكل متكرر.

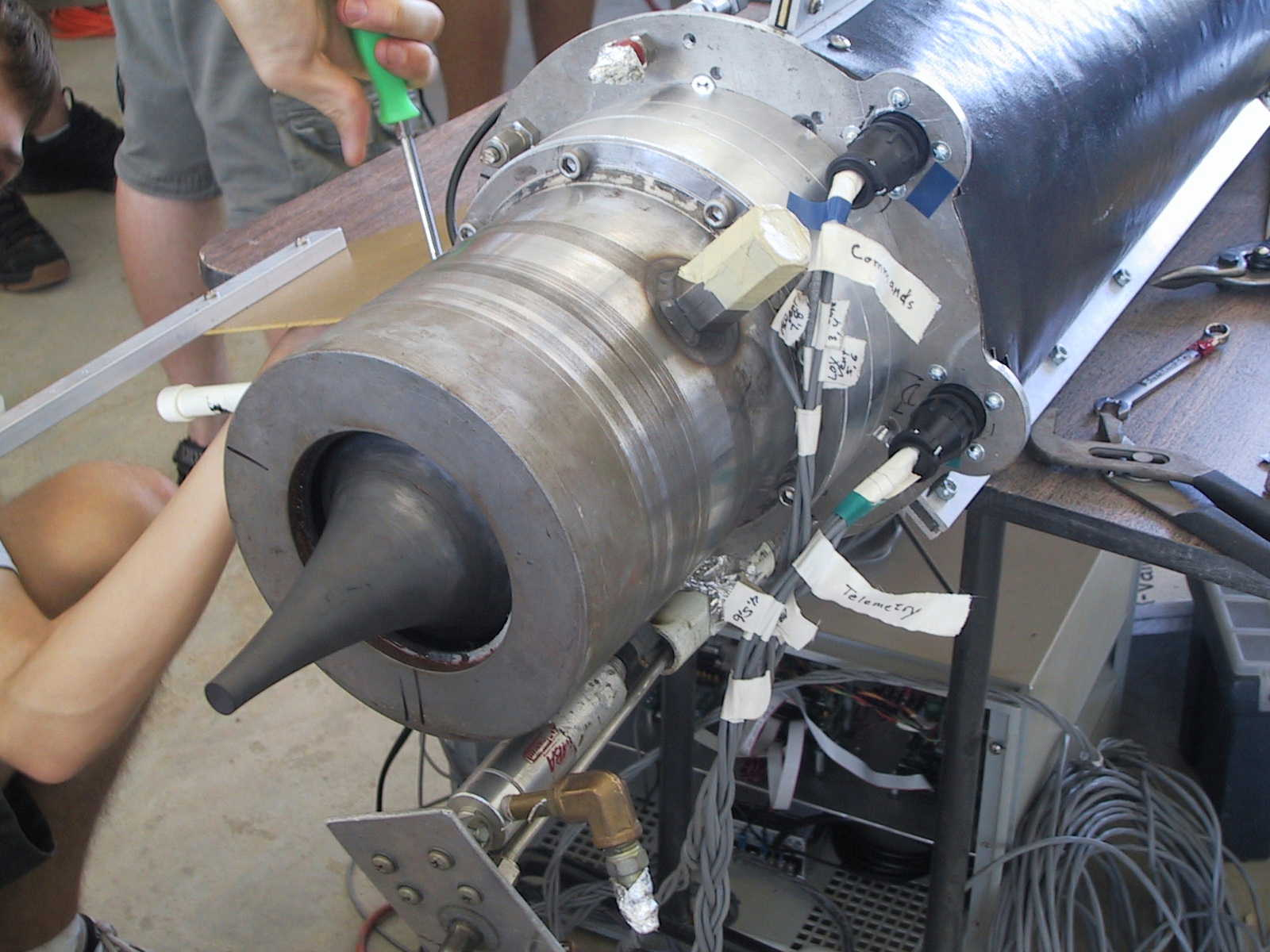
محرك الطيران في جامعة كاليفورنيا الحكومية.

تم بناء ثلاثة محركات XRS-2200 خلال برنامج X-33 وخضعت للاختبار في مركز ستينيس الفضائي التابع لناسا. كانت اختبارات المحرك الواحد ناجحة، ولكن تم إيقاف البرنامج قبل اكتمال اختبار الإعداد ذي المحركين. ينتج XRS-2200 204,420 رطلق (909,300 ن) الدفع مع I sp قدره 339 ثانية عند مستوى سطح البحر، و 266,230 رطلق (1,184,300 ن) دفع بقوةIsp
مقدارها 436.5 ثانية في الفراغ.
تم اشتقاق المحرك الخطي إيروسبايك RS-2200. من XRS-2200. كان من المفترض أن يقوم RS-2200 بتشغيل مركبة فينشر ستار ذات المرحلة الواحدة إلى المدار. في أحدث تصميم، تنتج سبع طائرات (RS-2200) 542,000 رطلق (2,410 كـن) من شأنه أن يعزز فينشر ستار إلى مدار أرضي منخفض. توقف تطوير (RS-2200) رسميًا في أوائل عام 2001 عندما لم يتلق برنامج X-33 تمويلًا من مبادرة الإطلاق الفضائي. اختارت شركة لوكهيد مارتن عدم الاستمرار في برنامج فينشر ستار دون أي دعم مالي من وكالة ناسا. يتم عرض محرك من هذا النوع في الهواء الطلق على أرض مركز مارشال لرحلات الفضاء التابع لناسا في هانتسفيل ألاباما.

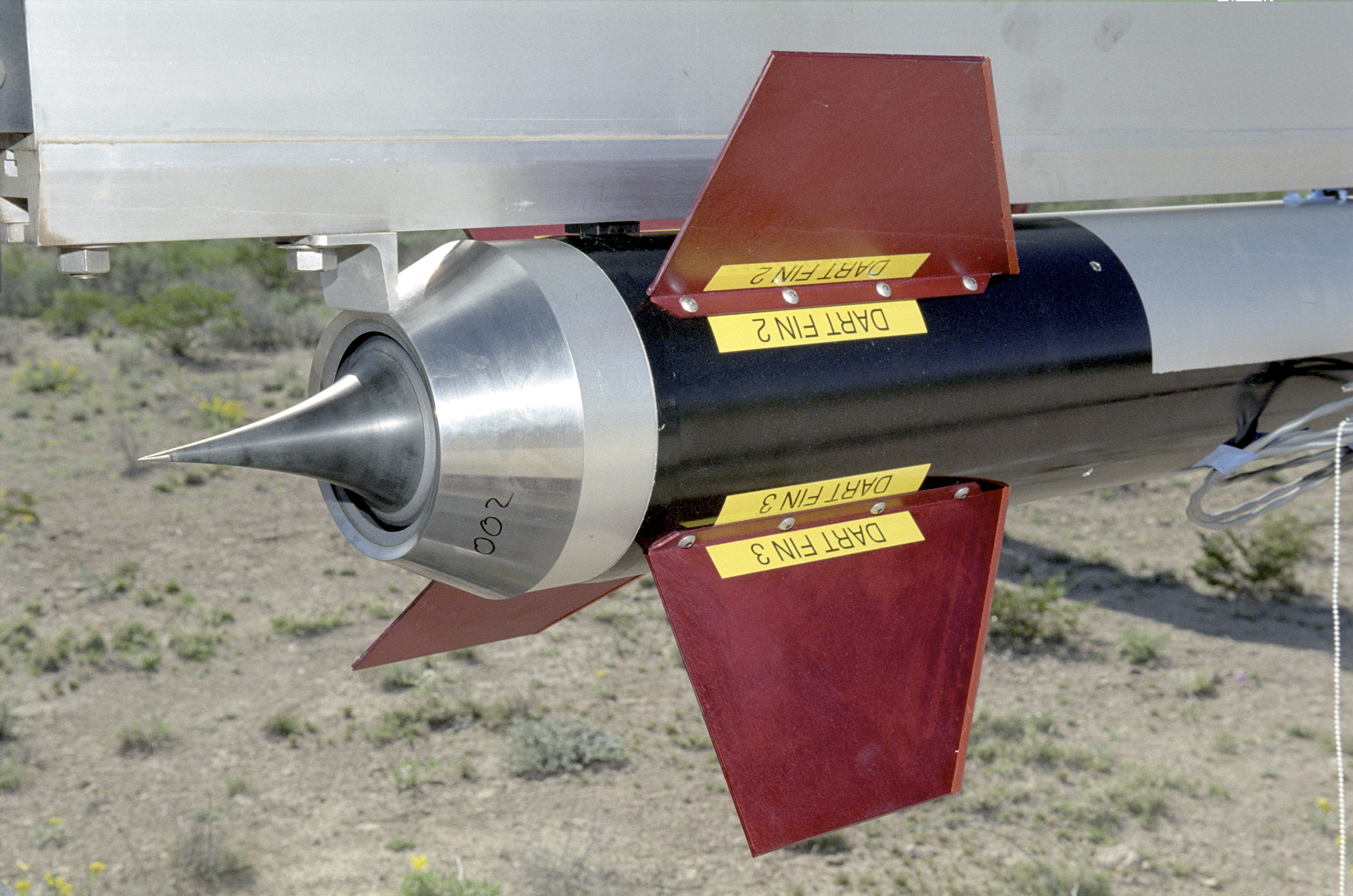
فوهة الطيران الحلقية التابعة لناسا

أدى إلغاء شركة لوكهيد مارتن إكس-33 من قبل الحكومة الفيدرالية في عام 2001 إلى انخفاض توافر التمويل، لكن المحركات الهوائية تظل مجالًا للبحث النشط. على سبيل المثال، تم تحقيق علامة فارقة عندما أجرى فريق أكاديمي/صناعي مشترك من جامعة ولاية كاليفورنيا، لونج بيتش (CSULB) وشركة شركة غارفي للمركبات الفضائية بنجاح اختبار طيران لمحرك هوائي يعمل بالوقود السائل في صحراء موهافي في 20 سبتمبر 2003. قام طلاب CSULB بتطوير صاروخ المنقب 2 (P-2) باستخدام 1000 رطل و (4.4 كيلو نيوتن) محرك الطيران لوكس/الإيثانول. يستمر هذا العمل على محركات الطائرات. تم اختبار المنقب -10، وهو محرك هوائي مكون من عشر غرف، في يونيو 2008.

مقارنة أداء الفوهة بين فوهة الجرس والفوهة الهوائية.

تم تحقيق المزيد من التقدم في مارس 2004 عندما تم إجراء اختبارين ناجحين برعاية مركز درايدن لأبحاث الطيران التابع لناسا باستخدام صواريخ عالية الطاقة من تصنيع شركة بلاكسكي، ومقرها كارلسباد، كاليفورنيا. تم تطوير وبناء فوهات الطيران ومحركات الصواريخ الصلبة بواسطة قسم المحركات الصاروخية في شركة سيزاروني للتكنولوجيا إنكوربوريتد، شمال تورنتو، أونتاريو. كان الصاروخان يعملان بالوقود الصلب ومزودان بفوهات هوائية حلقية غير مقطوعة. تم إطلاق الصواريخ من مركز تطوير الفضاء الجوي في مقاطعة بيكوس، فورت ستوكتون، تكساس، حيث بلغت ذروتها عند 26,000 قدم (7,900 م) صاروخ. وبسرعة حوالي 1.5 ماخ.
كان تطوير محرك الطيران على نطاق صغير باستخدام تكوين الوقود الدفعي الصاروخي الهجين مستمرًا من قبل أعضاء جمعية أبحاث التفاعل.
في عام 2020، بدأت جامعة دريسن التقنية و معهد فراونهوفر لتكنولوجيا المواد والشعاع مشروعهما (CFDμSAT) للبحث في محركات الطائرات الهوائية المصنعة بشكل إضافي. وقد تم بالفعل اختبار النموذج الأولي في خلية اختبار في معهد هندسة الطيران والفضاء التابع لجامعة دريسن التقنية، حيث حقق وقت احتراق قدره 30 ثانية.

## تنفيذ

### فايرفلاي ايروسبايك
في يوليو 2014، أعلنت فايرفلاي إيروسبيس عن قاذفة الفا المخطط لها والتي تستخدم محركًا هوائيًا في مرحلتها الأولى. مخصص لسوق إطلاق الأقمار الصناعية الصغيرة، وهو مصمم لإطلاق الأقمار الصناعية في مدار أرضي منخفض بسعر 8-9 دولارات أمريكية. مليون، وهو أقل بكثير من قاذفات الصواريخ التقليدية.
صُمم فايرفلاي الفا 1.0 لحمل حمولات يصل وزنها إلى 400 كيلوغرام (880 رطل) . ويستخدم مواد مركبة من الكربون ويستخدم نفس التصميم الأساسي لكلا المرحلتين. يولد المحرك الهوائي ذو الكتلة الإضافية 90,000 رطلق (400 كـن) من التوجه. يحتوي المحرك على فوهة على شكل جرس تم قطعها إلى نصفين، ثم تم تمديدها لتشكل حلقة، وتشكل نصف الفوهة الآن شكل سدادة.
لم يتم إطلاق تصميم الصاروخ هذا مطلقًا. تم التخلي عن التصميم بعد إفلاس نظام فايرفلاي سبيس. قامت شركة جديدة، فايرفلاي إيروسبيس، باستبدال محرك الطيران بمحرك تقليدي بتصميم الفا 2.0. ومع ذلك، فقد اقترحت الشركة فايرفلاي جاما، وهي طائرة فضائية قابلة لإعادة الاستخدام جزئيًا مزودة بمحركات هوائية.

### مساحة أركا
في مارس 2017، أعلنت شركة أركا الفضائية عن نيتها بناء صاروخ أحادي المرحلة إلى المدار، يُسمى (هاس 2CA)، باستخدام محرك هوائي خطي. تم تصميم الصاروخ لإرسال ما يصل إلى 100 كيلوغرام إلى مدار أرضي منخفض بسعر دولار أمريكي واحد مليون لكل إطلاق. وأعلنوا لاحقًا أن محرك المنفذ ايروسبايك الخاص بهم سينتج 50,500 رطلق (225 كـن) من الدفع عند مستوى سطح البحر و 73,800 رطلق (328 كـن) من الدفع في الفراغ. في يونيو 2017، أعلنت اركا أنها ستطير بصاروخها معيد3 إلى الفضاء، باستخدام محرك هوائي خطي أيضًا. تم تصميم هذا الصاروخ لاختبار عدة مكونات من طراز (هاس 2CA) بتكلفة أقل. أعلنوا عن رحلة لشهر أغسطس 2017. في سبتمبر 2017، أعلنت شركة اركا أنه بعد التأخير، أصبح محركها الجوي الخطي جاهزًا لإجراء اختبارات أرضية واختبارات طيران على صاروخ المعيد 3.
في 20 ديسمبر 2019، اختبرت اركا المحرك الصاروخي البخاري لاس 25دي اي ايروسبايك لنظام مساعدة الإطلاق.

### مؤسسة كيالي سباقس للفضاء والفضاء بين النجوم
تم تصميم نموذج آخر لمفهوم المحرك سبايك، من قبل كيالي سباقس للفضاء والفضاء بين النجوم في لوس أنجلوس، للمركبة المدارية المسماة ساتوري. ونظرا لنقص التمويل، لا يزال هذا المفهوم غير مطور.

### روكيت ستار
خططت روكيت ستار لإطلاق صاروخها الجوي المطبوع ثلاثي الأبعاد على ارتفاع 50 ميلاً في فبراير 2019، لكنها ألغت المهمة قبل ثلاثة أيام من الإقلاع بسبب مخاوف تتعلق بالسلامة. إنهم يعملون على محاولة إطلاق ثانية.

### بانجيا ايروسبيس
في نوفمبر 2021، بدأت شركة بانجيا ايروسبيس، ومقرها إسبانيا، اختبار الحريق الساخن لمحركها التجريبي الصغير النطاق الذي يعمل بأكسجين الميثان والأكسجين (DemoP1).
بعد اختبار (DemoP1) بنجاح، تخطط بانجيا للارتقاء إلى 300 محرك كيلون أركوس.

### ستوك سبيس
تقوم شركة ستوك سبيس ، التي يقع مقرها الرئيسي في كينت بواشنطن، ببناء واختبار نظام الطيران الموزع ال اتش 2/لوكس للمرحلة الثانية القابلة لإعادة الاستخدام.

### طائرات بولاريس الفضائية
حصلت الشركة الألمانية الناشئة بولاريس راومفلوغزيوغ المحدودة ومقرها بريمن على عقد من الجيش الألماني لتصميم واختبار الطيران لمحرك طيران خطي في أبريل 2023. ومن المقرر أن تختبر الشركة هذا المحرك الجديد على متن طائرتها الفضائية الرابعة، (DEMO-4 MIRA)، في أواخر عام 2023 في بينيموند، وهو نفس المكان الذي تم فيه تطوير الصواريخ الباليستية (V-2). في حالة نجاحها، ستكون ميرا أول مركبة فضائية يتم تشغيلها بواسطة محرك صاروخي خطي أثناء الطيران.

## أنظر أيضا
- توسيع فوهة
- LASRE – تجربة Aerospike الخطية SR-71 1997/8 ناسا لـ X-33
- Rotary Rocket -
- Sabre – المحرك الصاروخي الذي يتنفس الهواء – وهو محرك نفاث هجين ومحرك صاروخي
- توسيع انحراف فوهة